# علامة تجارية غير مسجلة
العلامة التجارية غير المسجلة أو العلامة التجارية للقانون العام هي علامة يمكن إنفاذها، تُنشئها شركة أو فرد للإشارة إلى منتج أو خدمة أو تمييزها. وهي تختلف من الناحية القانونية عن العلامة التجارية المسجلة الممنوحة بموجب القانون.
كما هو الحال بالنسبة للعلامات التجارية المسجلة، تَستخدم العلامة التجارية للقانون العام الرسومات أو الصور أو الكلمات أو الرموز، أو مزيج منها، للدلالة على تميّز منتجٍ أو خدمة أو مصدرها.
في العديد من البلدان، قد تكون العلامات التجارية المشهورة غير المسجلة محمية بموجب قانون عام ينص على الضرر الذي يمنع التجار من الترويج لسلعهم أو خدماتهم على أنها سلع أو خدمات أخرى. في هذه الولايات القضائية، عادة ما تكون حماية العلامات التجارية غير المسجلة أضعف من حماية العلامات التجارية المسجلة. ومع ذلك، لا يوجد لدى بعض البلدان أي حماية قانونية للعلامات التجارية غير المسجلة.
على الرغم من أن القانون لا يشترط ذلك، إلا أنه يمكن لمالك العلامة التجارية غير المسجلة إلحاق العلامة بالأحرف "TM" (الموضحة برمز العلامة التجارية ™ ). الرمز ™ هو بمثابة إشعار للجمهور بأن الكلمات أو الرموز هي علامة تجارية غير مسجلة. وفي المقابل، قد يكون للعلامات التجارية المسجلة لدى الجهات الحكومية رمز علامة تجارية مسجلة بجانبها، مثل الرمز ®.

## التشريعات

### الاتحاد الأوروبي
لا توجد حماية قانونية للعلامات التجارية غير المسجلة في قانون العلامات التجارية للاتحاد الأوروبي، ولكن قد تتمتع الدول الأعضاء في الاتحاد بحماية للعلامات غير المسجلة على المستوى الوطني.

### اليابان
يوفر قانون العلامات التجارية الياباني بعض الحماية للعلامات التجارية المعروفة وغير المسجلة في ظروف معينة. العلامات التجارية غير المسجلة والمعروفة جيدًا للمستهلكين والتي ترتبط ارتباطًا وثيقًا بسلع وخدمات المستخدم الأصلي محمية بموجب قانون منع المنافسة غير العادلة.

### الولايات المتحدة
يحظر القانون الفيدرالي الأمريكي على مالك العلامة التجارية غير المسجلة الحصول على أي فائدة من استخدام الرمز ® مع العلامة التجارية، والتي تُستخدم للعلامات المسجلة في مكتب الاتحاد الأوروبي لبراءات الاختراع والعلامات التجارية (USPTO). بموجب قانون العلامات التجارية الأمريكي، تتمتع العلامات التجارية غير المسجلة بالحماية بموجب القانون العام، على الرغم من أنها تتمتع بحماية أقل من العلامات التجارية المسجلة. على النقيض من التسجيل الفيدرالي، عادةً ما تكون العلامات التجارية للقانون العام قابلة للإنفاذ فقط داخل المنطقة الجغرافية أو المنطقة التي يستخدمها مالك العلامة التجارية في الأعمال التجارية. عند حدوث انتهاك، قد لا يتمكن مالك العلامة التجارية غير المسجلة من رفع دعوى قضائية وتحصيل التعويضات أو استرداد أتعاب المحاماة، على عكس العلامات التجارية المسجلة. في تلك الولايات القضائية التي تتمتع بحماية محدودة لأصحاب العلامات التجارية غير المسجلين، قد تقتصر سبل الانتصاف المتاحة لمالك العلامة التجارية بموجب القانون العام على الانتصاف الزجري (أمر من المحكمة للمدعى عليه بإيقاف الانتهاك والكف عنه).
قد تحصل العلامة التجارية غير المسجلة على الحماية بموجب "قانون لانهام" الفيدرالي (15 USC § 1125)، والذي يتضمن حظرًا ضد التحريف التجاري لمصدر البضائع أو أصولها. على عكس الأحكام القانونية الأخرى المتعلقة بالعلامات التجارية، فإن المطالبة بموجب قانون لانهام قد تسمح لأحد الأطراف باسترداد أتعاب المحاماة وتكاليفها.
تعتبر بعض الولايات الأمريكية أن أول شركة أو فرد يستخدم العلامة التجارية هو المالك (وتسمى قاعدة الاستخدام الأول)، بينما تعتبر ولايات أخرى المالك هو من يقدم طلب تسجيل العلامة التجارية أولاً (وتسمى قاعدة أول من يقدم). بموجب قاعدة الاستخدام الأول، يمكن لمالك العلامة التجارية غير المسجلة أن يهزم علامة تجارية مسجلة تقدّم للتسجيل لاحقاً على المستوى الفيدرالي أو على مستوى الولاية، وذلك إذا كان بإمكان مالك العلامة التجارية غير المسجلة إظهار الاستخدام الأول في التجارة بتاريخ العلامة التجارية المسجلة. بموجب قاعدة أول من يقدم، بغض النظر عن الاستخدام في التجارة، فإن الشركة أو الفرد الأول الذي تقدّم بطلب تسجيل العلامة التجارية سيكون له الأسبقية على الاستخدام غير المسجل للعلامة التجارية، حتى لو كان استخدامها يسبق التسجيل. في حالات "الأسبقية في التقديم"، يتسبب هذا أحيانًا في "سباق لتقديم" طلب لأن التسجيل الممنوح قد يوفر الحماية حتى التاريخ الذي قدم فيه مالك العلامة التجارية طلب العلامة التجارية لأول مرة.